# Aldo Sambrell
Aldo Sambrell (eigentlich Alfredo Sánchez Brell, * 23. Februar 1937 in Madrid; † 10. Juli 2010 in Alicante) war ein spanischer Fußballspieler, Schauspieler, Produzent und Regisseur.

## Leben
Sambrell verlebte einen Teil seiner Jugend bei seinem vor Francisco Franco nach Mexiko geflohenen Vater. Dort begann er als Fußballprofi bei Monterrey und Puebla de México, bevor er in seinem Geburtsland bei Real Madrid, Alyecano und Rayo Vallecano Verträge erhielt. Für letzteren Verein spielte er zweimal in der Zweiten Liga Spaniens. Nach einer ersten Filmrolle in Nicholas Rays König der Könige wurde er vor allem durch seine Rollen in Italowestern bekannt; unter anderem trat er in allen Filmen Sergio Leones in diesem Genre auf. In über 150 Filmen erschien er als meist unsympathische Figur, oftmals als Mexikaner. Seine beste Rolle und eine der größten spielte er in Sergio Corbuccis Navajo Joe (1966).
Nach dem Abflauen der Western-Welle gelang es Sambrell, weiterhin im Geschäft zu bleiben, und trat in zahlreichen, oftmals billig produzierten Streifen auf. Neben seinen Genre-Filmen war Sambrell auch in anspruchsvolleren Produktionen wie Doktor Schiwago (1965), Buñuels Tristana (1970) oder Vagabunden wie wir (1987) zu sehen. 1982 wirkte er in der australischen Fernsehserie „Runaway Island / Auf und davon“ mit.
Mehrere Filme produzierte und inszenierte er selbst; meist mit südamerikanischen Ko-Produzenten. Ab den späten 1990er Jahren trat er auch in einigen Filmen Jess Francos auf. Von 1981 bis 1997 wirkte er auch an mehreren Softpornos mit.
Er starb am 10. Juli 2010 nach einer Reihe von Schlaganfällen und wurde verbrannt; seine Asche wurde in Texas Hollywood, Tabernas-Wüste verstreut.

## Filmografie (Auswahl)
- 1961: König der Könige (King of kings)
- 1963: Fuera de la ley – Regie: León Klimovsky
- 1963: Abrechnung in Veracruz (El sabor de la venganza)
- 1963: Drei gegen Sacramento (Gringo)
- 1963: Die drei Unerbittlichen (Tres hombres buenos)
- 1963: Pulverdampf in Casa Grande (Gunfighters of Casa Grande)
- 1964: Für eine Handvoll Dollar (Per un pugno di dollari)
- 1964: Das Gesetz der Zwei (I due violenti)
- 1964: Höllenfahrt nach Golden City (Fuerte perdido)
- 1964: La tumba del pistolero
- 1964: Überfall auf Fort Yellowstone (El hombre de la diligencia)
- 1964: Die hundert Ritter (I cento cavalieri)
- 1965: Pistoleros (All'ombra di una colt)
- 1965: Für ein paar Dollar mehr (Per qualche dollaro in più)
- 1965: Die Hölle von Manitoba
- 1965: Sohn des Revolverhelden (Son of a Gunfighter)
- 1965: Zadar-Khan, der Wüstenrebell (La magnifica sfida)
- 1966: 100.000 Dollar für einen Colt (La muerte cumple condena)
- 1966: Dinamita Jim
- 1966: Kopfgeld: Ein Dollar (Navajo Joe)
- 1966: Der Mann aus Texas (The Texican)
- 1966: Sie fürchten weder Tod noch Teufel (Lost Command)
- 1966: Töte Amigo (Quien sabe?)
- 1966: Zwei glorreiche Halunken (Il buono, il brutto, il cattivo)
- 1966: Unter der Flagge des Tigers (El tigre de los siete mares)
- 1967: Die Grausamen (I crudeli)
- 1967: Der Kampf (The Long Duel)
- 1967: Mehr tot als lebendig (Un minuto per pregare, un istanto per morire)
- 1967: Die schmutzigen Dreizehn (Quindici forche per un assassino)
- 1967: Von Angesicht zu Angesicht (Faccia a faccia)
- 1968: Der letzte Zug nach Durango (Un treno per Durango)
- 1968: Pancho Villa reitet (Villa Rides)
- 1968: Requiem für Django (Réquiem para el gringo)
- 1968: Spiel mir das Lied vom Tod (C’era una volta il West)
- 1969: 100 Gewehre (100 rifles)
- 1970: Entführt Rommel! (Consigna: matar al comandante en jefe)
- 1970: In einem Sattel mit dem Tod (Hannie Caulder)
- 1970: Manos torpes
- 1970: Der Tod sagt Amen (Arizona si scatenò… e li fece fuori tutti)
- 1971: Wen die Meute hetzt (The Last Run)
- 1971: Die Herausforderung (Rain for a Dusty Summer)
- 1971: Kein Requiem für San Bastardo (A Town Called Hell)
- 1971: Das Licht am Ende der Welt (The Light at the Edge of the World)
- 1971: Matalo (…y seguian robandose el millon de dolares)
- 1971: Sando Kid spricht das letzte Halleluja (Un dolár para Sartana)
- 1971: Uccidi Django… uccidi per primo!!!
- 1971: Wen die Meute hetzt (The Last Run)
- 1972: Ben und Charlie (Amico, stammi lontano almeno un palmo)
- 1972: Die Schatzinsel (Treasure Island)
- 1973: Der Mann aus El Paso (Un hombre llamado Noon)
- 1973: Shaft in Afrika (Shaft in Africa)
- 1973: Unter tödlicher Sonne (Charley One-Eye)
- 1974: Sindbads gefährliche Abenteuer (The Golden Voyage of Sinbad)
- 1975: Der Wind und der Löwe (The Wind and the Lion)
- 1976: Der Millionen-Dollar-Coup (Atraco en la jungla)
- 1978: Missile X – Geheimauftrag Neutronenbombe (Allarme nucleare)
- 1978: Silbersattel (Sella d'argento)
- 1979: The Dog (El perro)
- 1980: Auf und davon (Runaway Island) (Fernsehserie)
- 1980: Monster aus der Tiefe (Monster – The Legend that Became a Terror)
- 1981: Mundo Verde (Kapax del Amazonas) (& Regie)
- 1981: Seeteufel (Los diablos del mar)
- 1982: Ahora mis pistolas hablan
- 1982: Frau Doktor kann’s nicht lassen (Pierino aiutante messo comunale… praticamente spione)
- 1982: Sexorgien im Satansschloss (La bimba di Satana)
- 1983: Al Oeste de Río Grande
- 1984: Der Tempel des blutigen Goldes (Yellow Hair and the Fortress of Gold)
- 1984: Tuareg – Die tödliche Spur (Tuareg – Il guerriero del deserto)
- 1985: Black Arrow – Krieg der Rosen (Black Arrow)
- 1985: Blood Hunt (La noche de la ira)
- 1985: Tex und das Geheimnis der Todesgrotten (Tex e il Signore degli abissi)
- 1986: Caligula – Imperator des Schreckens (Roma. L'antica chiave dei sensi)
- 1986: Flavia – Die Sexsklavin des Caesar (Flavia)
- 1986: Der Schrottdieb (Ladrón de chatarra)
- 1987: Birds of Prey (El ataque de los pájaros)
- 1987: Vagabunden wie wir (I picari)
- 1989: Die Rückkehr der Musketiere (The Return of the Musketeers)
- 1990: Mission Adler – Der starke Arm der Götter (Armour of God II)
- 1991: Caged Women (Caged – Le prede umane)
- 1994: Men of War
- 1996: Aquí llega Condemor (el pecador de la pradera)
- 2002: Killer Barbys vs. Dracula